# Rozkrádání
Rozkrádání, plným názvem rozkrádání majetku v socialistickém vlastnictví, byl trestný čin, který existoval v Československu v letech 1950–1990. Šlo o souhrnné označení jak krádeže, tak zpronevěry i podvodu, které byly spáchány vůči majetku v tzv. socialistickém vlastnictví a obsažen byl nejdříve v § 245 trestního zákona z roku 1950 a později v § 132 trestního zákona z roku 1961. Trestem za rozkrádání bylo odnětí svobody až na pět let, zákaz činnosti nebo peněžitý trest, v případě závažnějších okolností odnětí svobody až na deset let nebo dokonce až na 15 let.
Z právního řádu byl odstraněn s účinností k 1. červenci 1990 novelou č. 175/1990 Sb., a to v důsledku společenských změn, kdy bylo zrušeno rozlišování různých forem vlastnictví.